# Глобальная морская система связи при бедствии
ГМССБ или GMDSS (англ. Global Maritime Distress and Safety System) — международная система, использующая современные наземные, спутниковые и судовые системы радиосвязи, разработана членами Международной Морской Организации (IMO) и представляет собой существенное усовершенствование способов аварийной связи. Все суда, попадающие под действие Международной Конвенции о безопасности жизни на море, должны полностью соответствовать требованиям GMDSS.

## Оборудование GMDSS
- Цифровой избирательный вызов (DSC — Digital Selective Calling).
- Спутниковая связь.
- 406 MHz аварийные радиомаяки системы КОСПАС/SARSAT.
- Поисково-спасательные радарные транспондеры (SART — Search And Rescue Transponder).
- Информация о безопасности на море (MSI — Maritime Safety Information).

## Минимальный состав радиооборудования GMDSS
| Радиооборудование            | А1 | А2 | А3 без Inmarsat | A3 с Inmarsat | А4 |
| ---------------------------- | -- | -- | --------------- | ------------- | -- |
| УКВ приёмник с ЦИВ           | x  | x  | x               | x             | x  |
| Приемник NAVTEX              | x  | x  | x               | x             | x  |
| SART                         | x  | x  | x               | x             | x  |
| EPIRB                        | x  | x  | x               | x             | x  |
| Портативные радиостанции     |    | x  | x               | x             | x  |
| ПВ радиоустановка с ЦИВ      |    | x  |                 | x             |    |
| ПВ/КВ радиоустановка с ЦИВ   |    |    | x               |               | x  |
| Спутниковая система INMARSAT |    |    |                 | x             |    |
| Приемник РГВ или ИБМ на КВ   |    |    | x               | x             | x  |

## Морские районы
Существует четыре морские зоны, определённых в международной системе GMDSS
1. Морской район A1 — район в пределах зоны действия по крайней мере одной береговой УКВ-радиостанции, обеспечивающей непрерывное наблюдение и радиообмен на 16 и 70 каналах (ЦИВ) (30 морских миль).
2. Морской район A2 — район в пределах зоны действия по крайней мере одной береговой ПВ-радиостанции, обеспечивающей непрерывное наблюдение на частоте 2187,5 кГц (ЦИВ) и радиообмен в режиме телефонии на частоте 2182 кГц (150 морских миль), за исключением района А1.
3. Морской район A3 — район в пределах зоны действия геостационарных спутников INMARSAT (примерно 70° N и 70° S) за исключением районов А1 и А2
4. Морской район A4 — включает все оставшееся пространство, не покрытое районами A1, А2 и A3 (полярные районы).